# Раджбарі
Раджбарі (англ. Rajbari, бенг. রাজবাড়ী) — місто в Бангладеш, адміністративний центр упазіли Раджбарі-Садар і округу Раджбарі, розташоване на південному березі Падми (головного рукаву Гангу) біля її злиття з Брахмапутрою.